# Mauro Aguirre
Mauro Nicolás Aguirre (San Luis, Argentina, 21 de abril de 1990) es un futbolista argentino, se desempeña como volante izquierdo, su último club fue el Club Social y Deportivo Merlo de la Primera B de Argentina.

## Trayectoria
Comenzó jugando en las inferiores de Estudiantes de San Luis y Juventud Unida de San Luis. En el año 2010 y 2011 jugó para Estudiantes el Torneo Argentino C hasta que a mediados del año 2011 fue transferido a Juventud Unida Universitario para un año más tarde debutar en el argentino A.

## Clubes
| Club                          | País      | Año       |
| ----------------------------- | --------- | --------- |
| Juventud Unida Universitario  | Argentina | 2010-2015 |
| Deportes Iberia               | Chile     | 2016      |
| Coquimbo Unido                | Chile     | 2016-2017 |
| Deportes Iberia               | Chile     | 2017      |
| Deportes Santa Cruz           | Chile     | 2018      |
| Magallanes                    | Chile     | 2019      |
| Deportes Santa Cruz           | Chile     | 2020-2021 |
| Club Social y Deportivo Merlo | Argentina | 2021-2023 |

- Datos: Q16605574